# 中西アルノ
中西 アルノ（なかにし アルノ、2003年〈平成15年〉3月17日 - ）は、日本のアイドルであり、女性アイドルグループ乃木坂46のメンバーである。千葉県出身。乃木坂46合同会社所属。

## 来歴
2003年（平成15年）3月17日生まれ。
2022年（令和4年）、5期生オーディションに合格。オーディションは乃木坂46が好きな大学の友達に誘われて応募した。同年2月23日、幕張メッセ 幕張イベントホールで開催された『乃木坂46 5期生「お見立て会」』でファンに初披露され、井上和とともに『インフルエンサー』のセンターポジションに立った。同日同ホールで開催された『乃木坂46時間TV』で3月23日発売の29thシングル『Actually...』のセンターを務めることが発表された。同年3月3日に活動自粛を発表、同年4月27日より活動を再開。
2023年（令和5年）2月1日、公式サイトに個人ブログが開設された。同年4月2日から放送の『NHK俳句』（NHK Eテレ）にレギュラー出演。同年11月8日、12月16日から放送の『Spicy Sessions』（TBSチャンネル1）でMCを務めることが発表された。同年12月6日発売の34thシングル『Monopoly』に収録されたアンダー楽曲「思い出が止まらなくなる」でセンターを務めた。表題曲、アンダー曲の両方でセンターを務めるのは、堀未央奈、齋藤飛鳥に次いで3人目。
2024年（令和6年）4月12日から29日まで上演された初舞台『乃木坂46”5期生”版 ミュージカル「美少女戦士セーラームーン」2024』でセーラー戦士のセーラーマーキュリー / 水野亜美役を演じた。同年8月21日発売の36thシングル『チートデイ』で7作ぶりに選抜復帰した。
2025年（令和7年）3月26日発売の38thシングル『ネーブルオレンジ』では、井上和とWセンターを務めた。

## 人物
愛称は、アルノ。名前の由来は、両親が新婚旅行先で見たイタリア・フィレンツェを流れる「アルノ川」から。

### 趣味・嗜好・特技
趣味は映画鑑賞。ジャンルは問わない。

### 乃木坂46
4期生の松尾美佑は同じ小学校だった。5期生の池田瑛紗、岡本姫奈と仲が良く、「ケルベロス」を自称している。

## 作品

### シングル
乃木坂46
- Actually...（2022年3月23日、SRCL-12100/8） - EAN 4547366549058。
- 深読み（2022年3月23日、SRCL-12100/8） - EAN 4547366549058。
- 絶望の一秒前（2022年3月23日、SRCL-12106/7） - EAN 4547366549096。
- 好きになってみた（2022年3月23日、SRCL-12108） - EAN 4547366549089。
- バンドエイド剥がすような別れ方（2022年8月31日、SRCL-12214/5） - EAN 4547366571974。
- 17分間（2022年12月7日、SRCL-12338） - EAN 4547366590197。
- 僕たちのサヨナラ（2023年3月29日、SRCL-12480/8） - EAN 4547366607307。
- 心にもないこと（2023年3月29日、SRCL-12480/1） - EAN 4547366607307。
- さざ波は戻らない（2023年3月29日、SRCL-12486/7） - EAN 4547366607338。
- 踏んでしまった（2023年8月23日、SRCL-12620/8） - EAN 4547366626612。
- 考えないようにする（2023年8月23日、SRCL-12624/5） - EAN 4547366626636。
- 命の冒涜（2023年8月23日、SRCL-126268） - EAN 4547366626650。
- 思い出が止まらなくなる（2023年12月6日、SRCL-12630/8） - EAN 4547366650990。
- 羊飼いよ（2023年12月6日、SRCL-12632/3） - EAN 4547366651003。
- いつの日にか、あの歌を…（2023年12月6日、SRCL-12738） - EAN 4547366651027。
- 車道側（2024年4月10日、SRCL-12850/8） - EAN 4547366669053。
- 「じゃあね」が切ない（2024年4月10日、SRCL-12850/1） - EAN 4547366669053。
- チートデイ（2024年8月21日、SRCL-12950/8） - EAN 4547366693973。
- Keep in touch（2024年8月21日、SRCL-12956/7） - EAN 4547366694017。
- 熱狂の捌け口（2024年8月21日、SRCL-12958） - EAN 4547366694000。
- 歩道橋（2024年12月11日、SRCL-13070/8） - EAN 4547366716580。
- 相対性理論に異議を唱える（2024年12月11日、SRCL-13070/8） - EAN 4547366716580。
- 雪が降る日にまた会おう（2024年12月11日、SRCL-13076/7） - EAN 4547366716627。
- 懐かしさの先（2025年2月3日）
- ネーブルオレンジ（2025年3月26日、SRCL-13220/8） - EAN 4547366731125。
- Same numbers（2025年7月30日、SRCL-13370/8） - EAN 4547366755978。
- 真夏日よ（2025年7月30日、SRCL-13370/8） - EAN 4547366755978。

### アルバム
その他
乃木坂46 cheers 松任谷由実（produced by 小室哲哉）
- ユーミン乾杯!!〜松任谷由実50周年記念コラボベストアルバム〜
  - 「守ってあげたい」（2023年12月20日、UPCH-20663） - EAN 4988031593967[23]。

### 映像作品
- 新・乃木坂スター誕生! 第1巻（2023年1月27日） - EAN 4988021720267。
- 乃木坂46 10th YEAR BIRTHDAY LIVE（2023年2月22日） - EAN 4547366594324, EAN 4547366594447。
- 新・乃木坂スター誕生! 第2巻（2023年5月12日） - EAN 4988021720274。
- 新・乃木坂スター誕生! 第3巻（2023年8月4日） - EAN 4988021720281。
- NOGIZAKA46 ASUKA SAITO GRADUATION CONCERT（2023年10月25日） - EAN 4547366631012, EAN 4547366631098。
- 新・乃木坂スター誕生! 第4巻（2023年11月10日） - EAN 4988021720298。
- 乃木坂46 11th YEAR BIRTHDAY LIVE 5DAYS（2024年2月21日） - EAN 4547366660128, EAN 4547366660135。
- 超・乃木坂スター誕生! 第1巻（2024年4月10日） - EAN 4988021720625。
- MIZUKI YAMASHITA GRADUATION CONCERT（2024年10月2日） - EAN 4547366701180, EAN 4547366701227。
- 乃木坂46 12th YEAR BIRTHDAY LIVE（2025年2月12日） - EAN 4547366722253。

## 出演

### テレビ番組
- NHK俳句（2023年4月2日 - 、NHK Eテレ） [11]
- Spicy Sessions（2023年12月 - 、TBSチャンネル1） MC[13]

### 舞台
- 乃木坂46”5期生”版 ミュージカル「美少女戦士セーラームーン」2024（2024年4月12日 - 29日、IMM THEATER） 水野亜美 / セーラーマーキュリー 役（Team STAR）[17]

### ネット配信
- THE FIRST TAKE（YouTube） 井上和と共演[24][25]。
  - 「君の名は希望」（2025年3月28日）[24]
  - 「ネーブルオレンジ」（2025年4月9日）[25]